# Gladys Kwamboka
Gladys Kwamboka, née le 14 mars 1996, est une athlète kenyane spécialiste du marathon.

## Biographie
Gladys remporte au cours de l'année 2024 trois médailles d'or à trois compétitions différentes ; les Championnats du Kenya d'athlétisme tenus au stade national de Nyayo à Nairobi le 22 mai 2024, le marathon des 10 kilomètres d'Okpekpe à Okpekpe au Nigeria le 25 mai et les Championnats d'Afrique d'athlétisme tenus à Douala au Cameroun en juin 2024,,.
Lors des meetings de l'athlétisme kenyan, en février 2024, elle remporte la seconde place derrière l'Ougandaise Joy Cheptoyek (en) et devant sa compatriote Faith Chepkoech.

## Palmarès
| Date | Compétition                             | Lieu     | Résultat | Épreuve           | Temps         |
| ---- | --------------------------------------- | -------- | -------- | ----------------- | ------------- |
| 2024 | Championnats d'Afrique de cross-country | Hammamet | 1re      | Cross par équipes | 13 pts        |
| 2024 | Championnats d'Afrique                  | Douala   | 1re      | 10 000 m          | 36 min 7 s 00 |

| Date | Compétition           | Lieu    | Résultat | Épreuve  | Temps         |
| ---- | --------------------- | ------- | -------- | -------- | ------------- |
| 2024 | Championnats du Kenya | Nairobi | 1re      | 10 000 m | 32 min 43 s 4 |

## Records
| Épreuve         | Temps         | Lieu      | Date          |
| --------------- | ------------- | --------- | ------------- |
| 5 000 m         | 15 min 49 s 4 | Nairobi   | 2 mai 2024    |
| 10 000 m        | 32 min 43 s 4 | Nairobi   | 22 mai 2024   |
| 10 km sur route | 31 min 54 s   | Bengaluru | 28 avril 2024 |